# Europameisterschaften im Wasserspringen 2011
Die 2. Europameisterschaften im Wasserspringen wurden vom 8. bis 13. März 2011 in Turin, Italien, ausgetragen. Es waren die zweiten Europameisterschaften, die nicht im Rahmen der Schwimmeuropameisterschaften, sondern separat ausgetragen wurden. Austragungsort war das Stadion Monumentale. Turin war auch bei der ersten Auflage der Europameisterschaften 2009 Ausrichter.
Es wurden elf Wettbewerbe ausgetragen, jeweils für Frauen und Männer Einzelwettbewerbe vom 1-m- und 3-m-Brett und vom 10-m-Turm sowie Synchronwettbewerbe vom 3-m-Brett und 10-m-Turm. Hinzu kam ein Teamwettbewerb.

## Teilnehmer
Es nahmen 105 Athleten aus 22 Ländern teil.
| Teilnehmende Nationen (mit Anzahl der Teilnehmer)                               | Teilnehmende Nationen (mit Anzahl der Teilnehmer)                                                 | Teilnehmende Nationen (mit Anzahl der Teilnehmer)                             | Teilnehmende Nationen (mit Anzahl der Teilnehmer) | Teilnehmende Nationen (mit Anzahl der Teilnehmer) |
| ------------------------------------------------------------------------------- | ------------------------------------------------------------------------------------------------- | ----------------------------------------------------------------------------- | ------------------------------------------------- | ------------------------------------------------- |
| Österreich (1) Belarus (5) Kroatien (1) Spanien (2) Finnland (3) Frankreich (5) | Vereinigtes Königreich (9) Georgien (3) Deutschland (10) Griechenland (4) Ungarn (6) Italien (12) | Litauen (2) Niederlande (3) Norwegen (3) Polen (3) Rumänien (3) Russland (11) | Serbien (1) Schweiz (3) Schweden (6) Ukraine (9)  |                                                   |

## Ergebnisse

### Frauen

#### Einzel

##### 1 Meter
| Platz | Land        | Sportler           | Punkte |
| ----- | ----------- | ------------------ | ------ |
| 1     | Italien     | Tania Cagnotto     | 312,05 |
| 2     | Russland    | Nadeschda Baschina | 288,75 |
| 3     | Schweden    | Anna Lindberg      | 287,80 |
| 4     | Italien     | Maria Marconi      | 283,00 |
| 5     | Ukraine     | Olena Fedorowa     | 279,50 |
| 6     | Deutschland | Uschi Freitag      | 271,50 |
| 7     | Russland    | Natalia Zamyatina  | 271,15 |
| 8     | Deutschland | Katja Dieckow      | 266,65 |

Datum: 11. März 2011
 Sophie Somloi erreichte mit 199,00 Punkten im Vorkampf Rang 21.

##### 3 Meter
| Platz | Land                   | Sportler           | Punkte |
| ----- | ---------------------- | ------------------ | ------ |
| 1     | Schweden               | Anna Lindberg      | 347,10 |
| 2     | Russland               | Nadeschda Baschina | 325,55 |
| 3     | Italien                | Tania Cagnotto     | 324,25 |
| 4     | Italien                | Maria Marconi      | 321,55 |
| 5     | Ukraine                | Hanna Pysmenska    | 299,15 |
| 6     | Ungarn                 | Nóra Barta         | 291,70 |
| 7     | Deutschland            | Uschi Freitag      | 286,50 |
| 8     | Vereinigtes Königreich | Hannah Starling    | 284,50 |

Datum: 12. März 2011
 Sophie Somloi erreichte mit 278,75 Punkten im Finale Rang 9.

 Katja Dieckow erreichte mit 249,90 Punkten im Vorkampf Rang 13.

##### 10 Meter
| Platz | Land                   | Sportler             | Punkte |
| ----- | ---------------------- | -------------------- | ------ |
| 1     | Italien                | Noemi Bátki          | 346,35 |
| 2     | Russland               | Julija Koltunowa     | 327,30 |
| 3     | Deutschland            | Maria Kurjo          | 318,45 |
| 4     | Vereinigtes Königreich | Jennifer Cowen       | 309,75 |
| 5     | Russland               | Natalja Gontscharowa | 309,35 |
| 6     | Ukraine                | Julija Prokoptschuk  | 303,55 |
| 7     | Deutschland            | Nora Subschinski     | 297,15 |
| 8     | Vereinigtes Königreich | Brooke Graddon       | 290,65 |

Datum: 9. März 2011

#### Synchron

##### 3 Meter
| Platz | Land                   | Sportler                              | Punkte |
| ----- | ---------------------- | ------------------------------------- | ------ |
| 1     | Italien                | Tania Cagnotto Francesca Dallapé      | 320,40 |
| 2     | Russland               | Swetlana Filippowa Nadeschda Baschina | 317,13 |
| 3     | Deutschland            | Uschi Freitag Katja Dieckow           | 295,50 |
| 4     | Ukraine                | Hanna Pysmenska Olena Fedorowa        | 294,90 |
| 5     | Vereinigtes Königreich | Grace Reid Hannah Starling            | 275,49 |
| 6     | Ungarn                 | Zsófia Reisinger Flóra Gondos         | 263,64 |
| 7     | Frankreich             | Marion Farissier Fanny Bouvet         | 258,48 |
| 8     | Finnland               | Iira Laatunen Taina Karvonen          | 255,60 |

Datum: 13. März 2011

##### 10 Meter
| Platz | Land                   | Sportler                              | Punkte |
| ----- | ---------------------- | ------------------------------------- | ------ |
| 1     | Russland               | Julija Koltunowa Darja Gowor          | 322,26 |
| 2     | Deutschland            | Nora Subschinski Christin Steuer      | 317,76 |
| 3     | Ukraine                | Julija Prokoptschuk Alina Tschaplenko | 315,24 |
| 4     | Vereinigtes Königreich | Brooke Graddon Jennifer Cowen         | 276,87 |
| 5     | Rumänien               | Corina Popovici Mara Elena Aiacoboae  | 276,06 |
| 6     | Ungarn                 | Villő Kormos Zsófia Reisinger         | 268,35 |

Datum: 10. März 2011

### Männer

#### Einzel

##### 1 Meter
| Platz | Land                   | Sportler          | Punkte |
| ----- | ---------------------- | ----------------- | ------ |
| 1     | Russland               | Jewgeni Kusnezow  | 427,05 |
| 2     | Ukraine                | Illja Kwascha     | 419,65 |
| 3     | Frankreich             | Matthieu Rosset   | 412,15 |
| 4     | Spanien                | Javier Illana     | 389,15 |
| 5     | Deutschland            | Stephan Feck      | 377,80 |
| 6     | Italien                | Michele Benedetti | 373,70 |
| 7     | Vereinigtes Königreich | Oliver Dingley    | 368,95 |
| 8     | Schweiz                | Andrea Aloisio    | 340,80 |

Datum: 9. März 2011
 Oliver Homuth erreichte mit 322,95 Punkten im Vorkampf Rang 15.

 Quentin Stoudmann erreichte mit 309,10 Punkten im Vorkampf Rang 18.

##### 3 Meter
| Platz | Land        | Sportler          | Punkte |
| ----- | ----------- | ----------------- | ------ |
| 1     | Deutschland | Patrick Hausding  | 499,40 |
| 2     | Russland    | Ilja Sacharow     | 493,85 |
| 3     | Russland    | Jewgeni Kusnezow  | 482,35 |
| 4     | Frankreich  | Matthieu Rosset   | 468,30 |
| 5     | Ukraine     | Illja Kwascha     | 464,70 |
| 6     | Spanien     | Javier Illana     | 445,15 |
| 7     | Deutschland | Stephan Feck      | 441,60 |
| 8     | Italien     | Michele Benedetti | 435,10 |

Datum: 10. März 2011
 Andrea Aloisio erreichte mit 340,60 Punkten im Vorkampf Rang 20.

 Quentin Stoudmann erreichte mit 301,75 Punkten im Vorkampf Rang 24.

##### 10 Meter
| Platz | Land                   | Sportler             | Punkte |
| ----- | ---------------------- | -------------------- | ------ |
| 1     | Deutschland            | Sascha Klein         | 515,05 |
| 2     | Deutschland            | Patrick Hausding     | 506,10 |
| 3     | Ukraine                | Olexandr Bondar      | 493,95 |
| 4     | Russland               | Wiktor Minibajew     | 481,70 |
| 5     | Schweden               | Christofer Eskilsson | 469,65 |
| 6     | Russland               | Alexei Krawtschenko  | 462,60 |
| 7     | Belarus                | Wadim Kaptur         | 440,55 |
| 8     | Vereinigtes Königreich | Max Brick            | 432,95 |

Datum: 13. März 2011

#### Synchron

##### 3 Meter
| Platz | Land         | Sportler                             | Punkte |
| ----- | ------------ | ------------------------------------ | ------ |
| 1     | Russland     | Jewgeni Kusnezow Ilja Sacharow       | 454,68 |
| 2     | Deutschland  | Stephan Feck Patrick Hausding        | 441,45 |
| 3     | Frankreich   | Matthieu Rosset Damien Cély          | 425,37 |
| 4     | Ukraine      | Illja Kwascha Oleksij Pryhorow       | 407,46 |
| 5     | Norwegen     | Eirik Valheim Espen Valheim          | 397,68 |
| 6     | Griechenland | Alexandros Manos Stefanos Paparounas | 392,40 |
| 7     | Italien      | Tommaso Rinaldi Michele Benedetti    | 382,71 |
| 8     | Georgien     | Chola Chanturia Shota Korakhashvili  | 376,62 |

Datum: 11. März 2011
 Andrea Aloisio und Quentin Stoudmann erreichten mit 335,52 Punkten im Vorkampf Rang 11.

##### 10 Meter
| Platz | Land        | Sportler                                | Punkte |
| ----- | ----------- | --------------------------------------- | ------ |
| 1     | Deutschland | Patrick Hausding Sascha Klein           | 467,16 |
| 2     | Ukraine     | Oleksandr Horschkowosow Olexandr Bondar | 458,34 |
| 3     | Russland    | Wiktor Minibajew Ilja Sacharow          | 441,15 |
| 4     | Belarus     | Wadim Kaptur Timofei Hordejtschik       | 414,54 |
| 5     | Italien     | Maicol Verzotto Maicol Scuttari         | 386,67 |

Datum: 12. März 2011

### Team
| Platz | Land                   | Sportler                               | Punkte |
| ----- | ---------------------- | -------------------------------------- | ------ |
| 1     | Russland               | Julija Koltunowa Ilja Sacharow         | 411,00 |
| 2     | Frankreich             | Audrey Labeau Matthieu Rosset          | 408,60 |
| 3     | Ukraine                | Olena Fedorowa Oleksandr Horschkowosow | 358,40 |
| 4     | Deutschland            | Nora Subschinski Sascha Klein          | 351,85 |
| 5     | Italien                | Tania Cagnotto Maicol Scuttari         | 318,00 |
| 6     | Vereinigtes Königreich | Jennifer Cowen Max Brick               | 308,40 |
| 7     | Belarus                | Aliaksandra Yasiukevich Wadim Kaptur   | 307,45 |
| 8     | Finnland               | Iira Laatunen Ville Vahtola            | 289,40 |

Datum: 8. März 2011

## Medaillenspiegel
| Platz  | Land        | Gold | Silber | Bronze | Gesamt |
| ------ | ----------- | ---- | ------ | ------ | ------ |
| 1      | Russland    | 4    | 5      | 2      | 11     |
| 2      | Deutschland | 3    | 3      | 2      | 8      |
| 3      | Italien     | 3    | -      | 1      | 4      |
| 4      | Schweden    | 1    | -      | 1      | 2      |
| 5      | Ukraine     | -    | 2      | 3      | 5      |
| 6      | Frankreich  | -    | 1      | 2      | 3      |
| Gesamt | Gesamt      | 11   | 11     | 11     | 33     |